# إدوارد لوكاس (سياسي)
إدوارد لوكاس (بالإنجليزية: Edward Lucas) هو محامي وسياسي أمريكي، ولد في 20 أكتوبر 1780، وتوفي في 4 مارس 1858 بهاربرز فيري في الولايات المتحدة. حزبياً، نشط في الحزب الديمقراطي. وقد انتخب عضو مجلس نواب الولايات المتحدة عن ولاية فرجينيا وانتخب عضو مجلس النواب الأمريكي.